# Alvin Heggs
Alvin Heggs (Jacksonville, Florida; 8 de diciembre de 1967) es un exjugador de baloncesto estadounidense que disputó una temporada en la NBA, desarrollando el resto de su carrera en Europa y sobre todo en la liga argentina. Con 2,03 metros de estatura, lo hacía en la posición de alero.

## Trayectoria deportiva

### Universidad
Comenzó jugando en el Florida Community College, donde en la temporada 1986-87 promedió 20 puntos y 14 rebotes por partido. De ahí pasó a los Longhorns de la Universidad de Texas en Austin, donde jugó dos temporadas en las que promedió 15,9 puntos y 7,2 rebotes por partido. En 1988 lideró la Southwest Conference en porcentaje de tiros de campo, con un 61,5% de acierto.

### Profesional
Tras no ser elegido en el Draft de la NBA de 1990, jugó una temporada en el Spirou Charleroi belga, donde promedió más de 20 puntos por partido, para probar al año siguiente por el Monte Huelva español, pero acabó fichando por el Club Olimpo argentino. En la temporada 1992-93 jugó con Boca Juniors.
En octubre de 1995 fichó por los Houston Rockets de la NBA, con los que jugó únicamente cuatro partidos, promediando 2,0 puntos.
Volvió posteriormente al baloncesto argentino, para fichar por el Club Atlético Quilmes, donde jugó una temporada. Jugó después en el Esporte Clube Pinheiros brasileño, en el Hapoel Nazareth israelí, regresando a Argentina en enero de 2000 para fichar por el Club Deportivo Libertad. Acabó su carrera en el Central Córdoba de Tucumán.

## Estadísticas de su carrera en la NBA

### Temporada regular
| Temp.   | Edad | Equipo          | Liga | Pos. | P | TIT | MIN | TC  | TCA | %TC  | 3P  | 3PA | %3P | 2P  | 2PA | %2P  | TL  | TLA | %TL  | R.OF. | R.DEF. | REB | ASIS | ROB | TAP | PER | FP  | PTS |
| 1995-96 | 28   | Houston Rockets | NBA  | SF   | 4 | 0   | 3.5 | 0.8 | 1.3 | .600 | 0.0 | 0.0 |     | 0.8 | 1.3 | .600 | 0.5 | 0.8 | .667 | 0.3   | 0.3    | 0.5 | 0.0  | 0.0 | 0.0 | 0.0 | 0.0 | 2.0 |
| Total   |      |                 | NBA  |      | 4 | 0   | 3.5 | 0.8 | 1.3 | .600 | 0.0 | 0.0 |     | 0.8 | 1.3 | .600 | 0.5 | 0.8 | .667 | 0.3   | 0.3    | 0.5 | 0.0  | 0.0 | 0.0 | 0.0 | 0.0 | 2.0 |